# مولر واتر پروداکتس
مولر واتر پروداکتس (انگلیسی: Mueller Water Products) شرکت آب آمریکایی است، که در سال ۱۸۵۷ تأسیس شد.